# MGM-13 Mace
El Martin Mace fue un misil de crucero lanzado desde tierra desarrollado a partir del anterior Martin TM-61 Matador. Utilizó un nuevo sistema de navegación autónomo que eliminó la necesidad de obtener actualizaciones de las estaciones de radio terrestres y, por lo tanto, le permitió volar más allá de las líneas del frente. Para aprovechar este alcance práctico más largo, Mace era más grande que Matador y podía viajar una distancia total más larga.
El modelo A original utilizaba un sistema de radar de mapeo terrestre que requería que el misil volara a altitudes bajas a medias. En 1959 se introdujo un nuevo sistema de navegación inercial que ofrecía una precisión similar pero no tenía limitación de altitud. Al volar a mayores altitudes, el alcance del misil casi se duplicó sin otros cambios. Esto llevó al modelo B de 1961, que se limitaba a sitios de lanzamiento fijos, a diferencia de los remolques móviles del modelo A.
Mace fue reemplazado por el misil MGM-31 Pershing por el entonces Secretario de Defensa Robert McNamara, y más tarde en su papel como misil de crucero para Alemania Occidental, por el misil de crucero lanzado desde tierra BGM-109G.
Introducidos durante un período de cambio de nomenclatura, originalmente fueron designados TM-76A y TM-76B para "misil táctico" hasta 1963, luego como MGM-13A para misil móvil lanzado desde tierra y CGM-13 para misil lanzado desde tierra Coffin.